# Історія Платтнера та інші
«Історія Платтнера та інші» (англ. The Plattner Story and Others) — збірка романів англійського письменника Герберта Веллса. Видана у 1897 році.

## Зміст
- "Історія Платтнера" (The Plattner Story)
- "Аргонавти Повітря" ("The Argonauts of the Air")
- "Історія покійного пана Елевішама ("The Story of the Late Mr. Elvesham")
- "У Безодню" ("In the Abyss")
- "Яблуко" ("The Apple")
- "Під ніж" ("Under the Knife")
- "Пірати" ("The Sea-Raiders")
- "Поллок і Людина Порроха" ("Pollock and the Porroh Man")
- "Червона кімната" ("The Red Room")
- "Конус" ("The Cone")
- "Фіолетові капелюшки" ("The Purple Pileus")
- "Джилтінг Джейн" ("The Jilting of Jane")
- "У сучасному Відні" ("In the Modern Vein")
- "Катастрофа" ("A Catastrophe")
- "Втрачене Спадок" ("The Lost Inheritance")
- "Сумна історія драматичного Критика" ("The Sad Story of a Dramatic Critic")
- "Промах під мікроскопом" ("A Slip Under the Microscope")